# Две недели в сентябре
«Две недели в сентябре» (на англ. Two Weeks in September, на фр. À coeur joie) — французско-британский фильм 1967 года с участием Брижит Бардо, срежиссированный Сержем Бургиньоном.

## Сюжет
Модель Сесиль приезжает в Лондон на две недели, чтобы отдохнуть от своего возлюбленного Филиппа и влюбляется там в молодого человека по имени Винсент.

## В ролях
- Брижит Бардо — Сесиль
- Лоран Терзиефф — Винсент
- Жан Рошфор — Филипп
- Джеймс Робертсон Джастис[англ.] — Макклинток
- Майкл Сарн[англ.] — Дикинсон
- Джорджина Уорд — Патрисия
- Кэрол Либл — Маник
- Энни Николас — Шанталь
- Мюррей Хэд — помощник Дикинсона

## Саундтрек
Саундтрек к фильму включает в себя две песни на английском языке, сочинённые Мишелем Манем и спетые Дэвидом Гилмором, который в то время работал сессионным музыкантом, прежде чем присоединился к Pink Floyd.

## Критический приём
Фильм стал кассовым разочарованием. В частности, газета Los Angeles Times в своей рецензии описала фильм как «Два часа впустую».